# Férfi 3 méteres szinkronugrás a 2015-ös úszó-világbajnokságon
A 2015-ös úszó-világbajnokságon a műugrás férfi szinkron 3 méteres versenyszámának selejtezőjét július 28-án délelőtt, a döntőjét pedig kora este rendezték meg a Kazan Arenában.
A döntőt követően a kínai Cao Jüan, Csin Kaj duóé lett az aranyérem, mögöttük a orosz, illetve a brit kettős végzett.

## Versenynaptár
Az időpontok helyi idő szerint olvashatóak (GMT +03:00).
| Dátum                  | Időpont | Forduló   |
| ---------------------- | ------- | --------- |
| 2015. július 28., kedd | 10:00   | Selejtező |
| 2015. július 28., kedd | 19:30   | Döntő     |

## Eredmény
Zölddel kiemelve a döntőbe jutottak
| #  | Versenyző                                           | Ország                   | Selejtező | Selejtező | Döntő  | Döntő   |
| #  | Versenyző                                           | Ország                   | Pontok    | Rangsor   | Pontok | Rangsor |
| -- | --------------------------------------------------- | ------------------------ | --------- | --------- | ------ | ------- |
|    | Cao Jüan Csin Kaj                                   | Kína (CHN)               | 434,43    | 2         | 471,45 | 1       |
|    | Jevgenyij Kuznyecov Ilja Zaharov                    | Oroszország (RUS)        | 448,68    | 1         | 459,18 | 2       |
|    | Jack Laugher Chris Mears                            | Egyesült Királyság (GBR) | 417,33    | 4         | 445,20 | 3       |
| 4  | Olekszandr Horskovozov Illja Kvasa                  | Ukrajna (UKR)            | 397,98    | 8         | 436,53 | 4       |
| 5  | Philippe Gagné François Imbeau-Dulac                | Kanada (CAN)             | 373,59    | 12        | 408,66 | 5       |
| 6  | Stephan Feck Patrick Hausding                       | Németország (GER)        | 410,85    | 6         | 406,80 | 6       |
| 7  | Sam Dorman Kristian Ipsen                           | USA (USA)                | 404,13    | 7         | 405,99 | 7       |
| 8  | Jahir Ocampo Marroquín Rommel Pacheco               | Mexikó (MEX)             | 422,25    | 3         | 405,21 | 8       |
| 9  | Andrea Chiarabini Giovanni Tocci                    | Olaszország (ITA)        | 412,17    | 5         | 402,00 | 9       |
| 10 | Ahmad Azman Ooi Tze Liang                           | Malajzia (MAS)           | 374,97    | 11        | 401,37 | 10      |
| 11 | Szakai Só Teraucsi Ken                              | Japán (JPN)              | 394,50    | 9         | 389,94 | 11      |
| 12 | James Connor Grant Nel                              | Ausztrália (AUS)         | 384,87    | 10        | 387,69 | 12      |
|    |                                                     |                          |           |           |        |         |
| 13 | Kacper Lesiak Andrzej Rzeszutek                     | Lengyelország (POL)      | 370,08    | 13        |        |         |
| 13 | Ian Carlos Matos Luiz Felipe Outerelo               | Brazília (BRA)           | 370,08    | 13        |        |         |
| 15 | Kim Jongnam U Haram                                 | Dél-Korea (KOR)          | 368,88    | 15        |        |         |
| 16 | Sebastián Morales Mendoza Sebastián Villa Castañeda | Kolumbia (COL)           | 362,19    | 16        |        |         |
| 17 | Nicolás García Héctor García                        | Spanyolország (ESP)      | 360,03    | 17        |        |         |
| 18 | Filip Julius Devor Daniel Jensen                    | Norvégia (NOR)           | 338,31    | 18        |        |         |
| 19 | Diego Carquin Donato Neglia                         | Chile (CHI)              | 332,94    | 19        |        |         |
| 20 | Emadeldin Abdellatif Youssef Ezzat                  | Egyiptom (EGY)           | 320,13    | 20        |        |         |